# 灰绿耳蕨
灰绿耳蕨（学名：Polystichum scariosum）为鳞毛蕨科耳蕨属下的一个种。